# Marie Morin
Marie Morin (Québec, 19 marzo 1649 – Montréal, 8 aprile 1730) è stata una scrittrice, storica e monaca cristiana canadese.
Fu la prima donna nata in Canada a diventare suora.

## Biografia
Figlia di Noel Morin, signore di Saint-Luc, e Hélène Desportes, Marie Morin nacque in Québec il 19 Marzo 1649. Fu una di dodici figli, dei quali, il più grande Germain Morin, diventò il primo prete canadese. 
Marie fu educata al convento delle suore Orsoline in Québec, dove, nel 1659, furono accolsi, al loro arrivo dalla Francia, Jeanne Mance e i primi tre religiosi ospedalieri scelti da Jérôme Le Royer per fondare l'Hôtel-Dieu di Ville-Marie. L'incontro con questi preti missionari scatenò una profonda reazione nella piccola Marie Morine, che all'epoca aveva solo dieci anni; così l'anno dopo, decise di entrare nell'ordine degli Ospitalieri religiosi di Ville-Marie. Dopo due lunghi anni di resistenza dei genitori, i quali erano assolutamente contrari all'idea che la figlia facesse parte del nuovo ordine, Marie Morin ottenne l'autorizzazione del vescovo Laval, che pure non approvava l'idea di fondare una nuova comunità di Ospedalieri a Montreal. Fu così che nel 1671 alla tenera età di tredici anni, Marie Morin si unì al noviziato degli Ospedalieri religiosi di Ville-Marie.

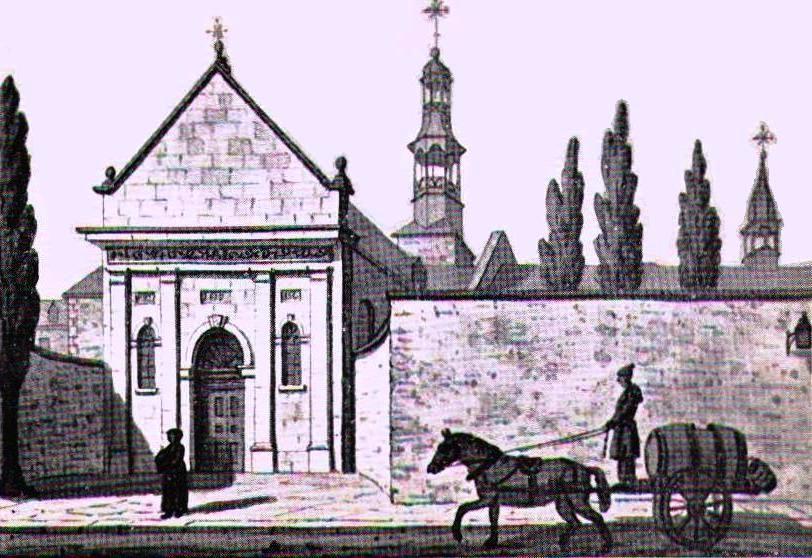
Foto dell'Hôtel-Dieu di Ville-Marie

Il 27 ottobre di quello stesso anno, pronunciò i voti solenni diventando così la prima suora di clausura di origine canadese a Montreal. Nell'anno successivo alla pronuncia dei voti fu nominata depositaria, grazie al talento negli affari. Venne assegnata a quell'ufficio nel 1676, 1681, 1689 e 1696. Fu all'altezza dell'incarico in quanto conoscendo bene il paese, rispetto alle sue compagne francesi, otteneva sempre materiali migliori a prezzi di buon mercato. Fu così che nel 1693 divenne la prima superiora canadese dell'Hôtel-Dieu di Montreal. Venne rieletta di nuovo nel 1708.
Con questi incarichi suor Morin fu intimamente connessa con l'espansione dell'Hôtel-Dieu, iniziata nel 1689. Infatti nel 1689 diresse anche i lavori di ristrutturazione per l'ampliamento dell'Hôtel-DieuIl. 

Il nuovo ospedale fu benedetto il 21 novembre 1694, ma il giovedì 24 febbraio 1695, tre mesi dopo la sua apertura, venne distrutto da un grosso incendio. Essendo in quell'anno superiora e quello successivo depositaria, Marie Morin, fu incaricata di occuparsi della ricostruzione dell'ospedale distrutto. 
Fu in questo periodo della sua vita, nel 1697 per la precisione, che iniziò a scrivere gli annali dell'Hôtel-Dieu, e continuò a farlo fino al 1725. Morì l'8 aprile 1730 dopo una lunga malattia.

## Gli Annales
Fu il manoscritto delle memorie di Marie Morin salvato dagli incendi che devastarono l'Hôtel-Dieu, e costituiscono oggi, per autenticità, un tesoro molto prezioso per la storia di Montreal e del Canada. 

### La prefazione
Marie Morin scrisse le sue memorie per le monache Ospedaliere di San Giuseppe in Francia, in quanto elle volevano conoscere la vita e il lavoro dei loro compagni, frati francesi, che erano andati in Quebec. 
Una parte delle sue memorie enuncia: 
(Les Annales)

Continua, scusandosi per i suoi difetti di stile in quanto in quegli anni doveva occuparsi alla costruzione dell'ospedale: 
(Les Annales)
Ella parla in questo testo dei monaci francesi, venuti fin lì con un grande progetto, poi passa alle monache canadesi e alle sorelle francesi raccontando che molte si erano rifugiate durante la "notte" fuggendo dai genitori contrari. La prefazione finisce con una descrizione dell'isola di Montreal.

### I capitoli
Marie Morin divise gli Annales in quarantasei capitoli di diversa lunghezza, intitolati ognuno in base al contenuto descritto. In questi quarantasei capitoli la suora parla della fondazione della comunità degli Ospedalieri religiosi del San Giuseppe e dell'Hôtel-Dieu di Montreal.  A queste pagine, che sono state pubblicate dalla Société historique de Montréal, ne sono aggiunte in seguito altre 108, in cui Marie Morin racconta l'incendio del 1695, quello del 1721, l'assedio del Quebec nel 1690 e il naufragio di Sir Hovenden Walker del 1711.
Marie Morin fornì particolari della vita quotidiana del suo periodo e delle opinioni più riservate che esprime sui suoi colleghi dell'epoca; racconta in particolar modo l'arrivo delle sorelle Andrée de Ronceray, Renée Le Jumeau e Renée Babonneau a Montreal nel 1669:
(Les Annales)

Si soffermò molto sulle difficoltà della riuscita dell'Hôtel-Dieu a Montreal, come il clima e il freddo frenassero i lavori; scrisse appunto:
(Les Annales)

### Le problematiche finanziarie

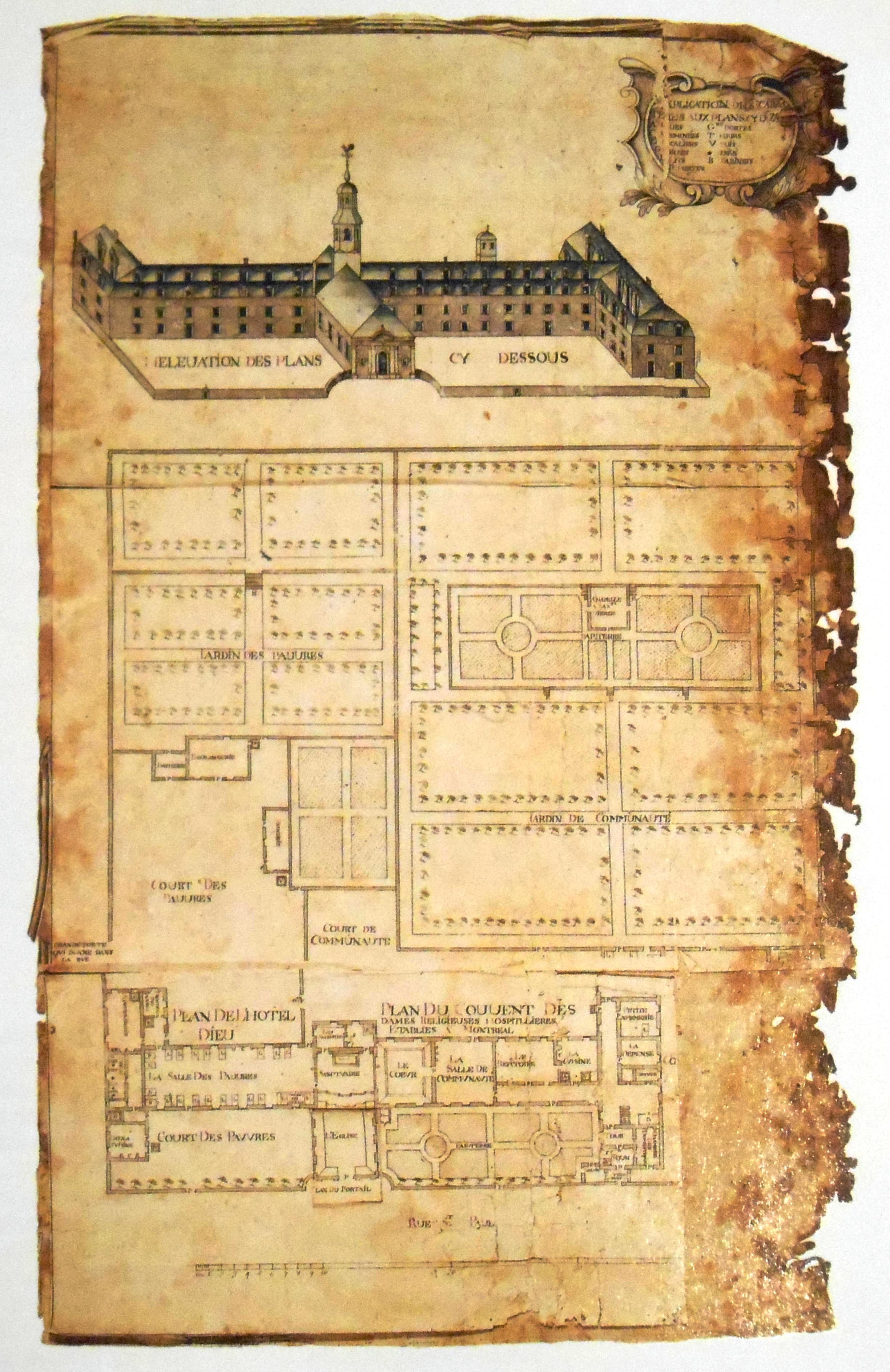
Cartina dell'Hôtel-Dieu

Nell'opera viene raccontata anche la storia delle preoccupazioni pecuniarie del depositario e vi sono interessanti informazioni sulle risorse finanziarie a disposizione degli Ospitalieri religiosi dell'Hôtel-Dieu di Montreal. Marie Morin, racconta delle difficoltà che l'ospedale ha dovuto subire:
(Les Annales)

Fortunatamente arrivò in soccorso dell'Hôtel-Dieu, il governatore Lois de Buade de Frontenac che, servendosi dell'ospedale per i soldati feriti nella spedizione contro gli irochesi, Intervenne personalmente affinché i lavori di ricostruzione riprendessero. All'epoca superiora, sorella Morin scrive: 
(Les Annales)
 L'ospedale fu riaperto alle suore il 21 novembre 1695, anche se i lavori non erano conclusi.

### Le ultime pagine
Nelle ultime venticinque pagine, sorella Morin si soffermò a parlare del secondo incendio avvenuto nel 1721.  Ricorda appunto la sofferenza sua e delle compagne alla vista dell'incendio:
(Les Annales)

A causa della mancanza di risorse finanziarie, gli Ospitalieri Religiosi dovettero aspettare due anni prima di iniziare i lavori di ricostruzione. Per sopravvivere lavorarono loro stessi la propria fattoria: 
(Les Annales)
Dopo numerosi sforzi e difficoltà l'11 novembre 1724 l'Hôtel-Dieu fu nuovamente in grado di aprire le sue porte, grazie alla sostanziosa donazione di 5.000 lire dal vescovo Saint-Vallier, alla generosità del seminario sulpiziano a Parigi e all'iniziativa di Louis Normant Du Faradon. I lavori vennero ultimati l'anno successivo con il prestito del commerciante Lespérance. 
Sorella Morin chiuse les Annales con una preghiera serena e queste semplici parole:
(Parole conclusive di Les Annales)